# Harnasie
Harnasie (op. 55) – balet-pantomima napisany przez Karola Szymanowskiego w latach 1923–1931. 
Jednoaktowy utwór składa się z dwóch obrazów i jest przeznaczony na głos tenorowy solo, chór mieszany i orkiestrę. Był komponowany do scenariusza pisarza Jerzego Mieczysława Rytarda. Jego libretto, współautorstwa Heleny Roj-Kozłowskiej, zaginęło przed ukończeniem kompozycji, toteż Szymanowski razem z Leonem Schillerem przygotowali nowe.

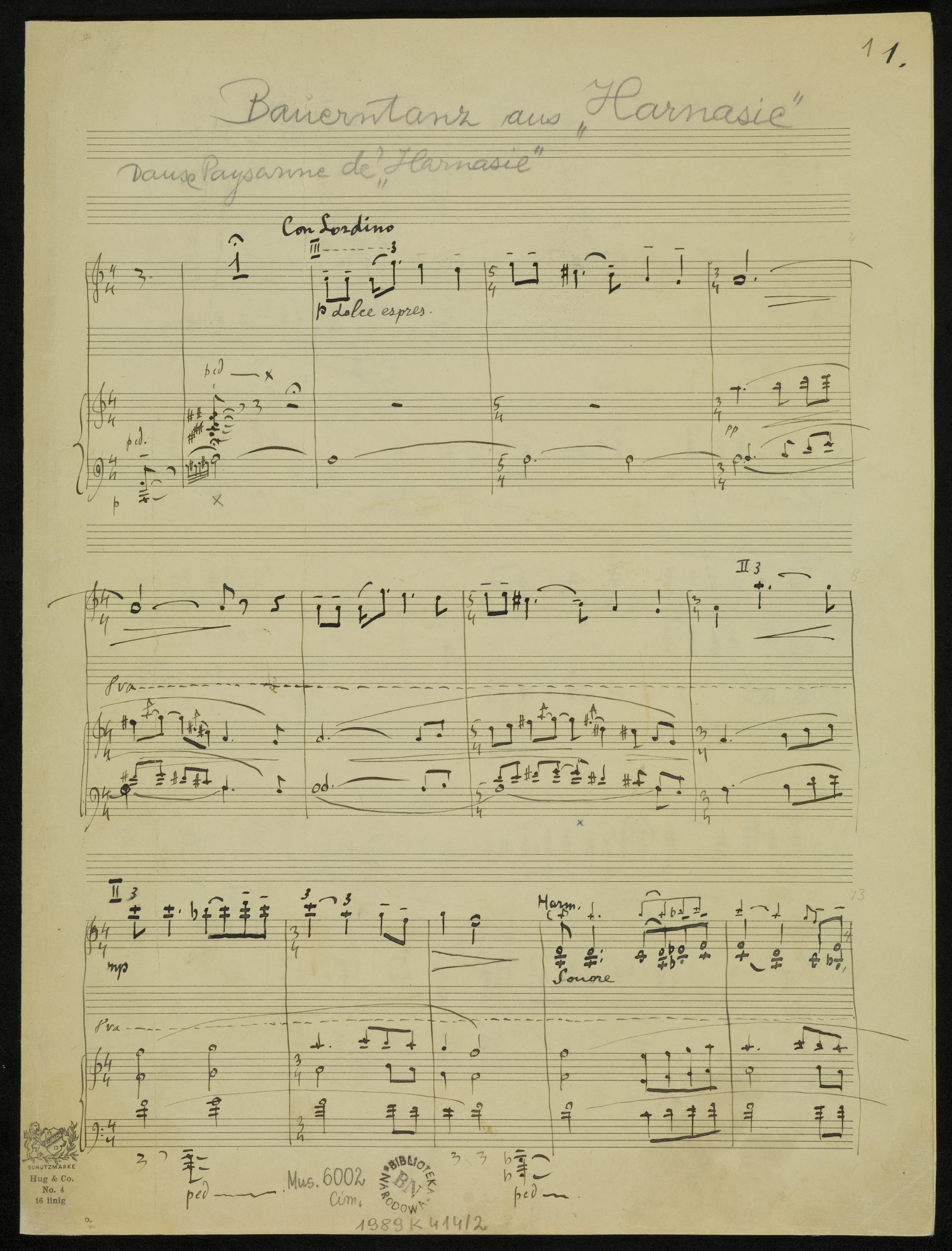
Bauertanz aus Harnasie - Karol Szymanowski (nr 9 Hala i nr 8 Wejście Harnasiów. Taniec)

Balet opowiada historię dziewczyny porwanej przez górskich zbójników, która wkrótce zakochała się w ich harnasiu. Po powrocie do miasta została ona siłą wydana za mąż za bogatego gazdę, a następnie uprowadzona podczas wesela przez ukochanego.
7 marca 1929 Grzegorz Fitelberg poprowadził wykonanie koncertowe I obrazu w Filharmonii Warszawskiej. Symfoniczną prezentację II obrazu usłyszano 6 maja 1931 w Teatrze Wielkim w Warszawie. Premiera sceniczna odbyła się w Pradze 10 maja 1935. Słynną okazała się premiera paryska 27 kwietnia 1936 w Théâtre National de l'Opera, z udziałem Serge'a Lifara w roli choreografa i wykonawcy partii Harnasia. W Polsce cały balet po raz pierwszy wystawił Teatr Wielki w Poznaniu 9 kwietnia 1938.